# Kelso (Schottland)
Kelso (altenglisch Calchoh, „Kreidefelsen“) ist ein Marktort im schottischen Grenzland (Scottish Borders). Hier fließen die Flüsse Tweed und Teviot zusammen. Kelso hat 5369 Einwohner und wird als einer der reizvollsten und malerischsten Orte der Gegend angesehen, mit seinen Kopfsteinpflaster-Straßen, den eleganten georgianischen Gebäuden und dem gepflasterten Marktplatz im französischen Stil. Hauptsehenswürdigkeiten in Kelso sind unter anderem die Ruine von Kelso Abbey und Floors Castle, ein Haus das von William Adam entworfen und 1726 vollendet wurde.

## Geschichte
Das Entstehen der Stadt Kelso ist auf den Bau von Kelso Abbey im Jahre 1128 zurückzuführen. Der Name des Ortes stammt daher, dass die ersten Siedlungen auf einem kreidehaltigen Aufschluss errichtet wurden. In dieser Zeit war die Ortschaft als Calkou bekannt. Ein kleineres Dorf existierte zwar bereits vor der Fertigstellung der Abtei im Jahre 1128, aber es war erst die Ankunft der Mönche, die die Siedlung aufblühen ließ. Viele der Mönche waren begabte Handwerker und halfen den Ortsansässigen als der Ort wuchs. Die Abtei beherrschte große Teile des Lebens in Kelso bis zur Reformation im 16. Jahrhundert. Danach ließen Macht und Reichtum des Klosters nach und die Familie Ker aus Cessford übernahm den Grundbesitz der Abtei weitgehend, so dass sie ab 1600 geradezu Eigentümerin der Stadt Kelso war.
Sir Walter Scott besuchte 1783 die Oberschule von Kelso und sagte über die Stadt, dass sie „das schönste wenn nicht das romantischste Dorf in Schottland“ sei. Eine weitere Sehenswürdigkeit ist der Cobby Riverside Walk, der am Ufer des Tweed vom Stadtzentrum zu Floors Castle führt. Kelso hat zwei Brücken über den Tweed. Kelso Bridge wurde im Jahr 1803 fertiggestellt als Ersatz für eine ältere Brücke, die beim Hochwasser von 1797 weggespült worden war. Sie wurde von John Rennie aus East Linton gebaut, der später in London unter anderem die Waterloo Bridge baute. Die Waterloo Bridge teilt sich mit der Kelso Bridge architektonische Details. Hunter’s Bridge, einen Kilometer weiter flussabwärts, ist eine moderne Konstruktion, die zur Entlastung der Kelso Bridge gebaut wurde und den Lastenverkehr um die Stadt herumleitet.
Aus Kelso stammt unter anderem der Bauingenieur James Brunlees (1816–1892), der viele Eisenbahnstrecken in ganz Großbritannien konstruierte und die Hafenanlagen in Avonmouth und Whitehaven entwarf. Sir William Fairbairn (1789–1874) war ein weiterer Ingenieur, der das erste Dampfschiff mit eisernem Schiffsrumpf baute und über 1000 Brücken konstruierte, wobei er die Stahlrohr-Methode benutzte, für die er Pionierarbeit leistete. Der Sprinter Henry Macintosh (1892–1918) war 1912 Olympiasieger mit der britischen 100-Meter-Staffel bei den Olympischen Spielen in Stockholm.
Seit 1987 besteht zwischen Kelso und Orchies in Frankreich eine Städtepartnerschaft.

## Freizeitangebote
Der Ort Kelso hat ein großes Sport- und Freizeitangebot. Der Fluss Tweed ist bekannt für seine Lachsvorkommen, es gibt zwei 18-Loch-Golfplätze, sowie eine Pferderennstrecke, die bekannt ist als „Britain’s Friendliest Racecourse“.

## Persönlichkeiten
- William Fairbairn (1789–1874), Ingenieur
- James R. Ballantyne (1813–1864), Orientalist
- Henry Sumner Maine (1822–1888), Anthropologe, Jurist und Rechtshistoriker
- James Innes-Ker, 7. Duke of Roxburghe (1839–1892), Peer und Politiker
- Jennie Kidd Trout (1841–1921), kanadische Medizinerin und Philanthropin
- William Henry Ogilvie (1869–1963), Dichter und Pferdezüchter
- Henry Macintosh (1892–1918), Sprinter
- Rosemary Payne (* 1933), Diskuswerferin
- Oscar Onley (* 2002), Radrennfahrer